# آخر واحد فينا (فلم)
آخر واحد فينا هو فيلم درامي تونسي صدرَ عام 2016 من إخراج علاء الدين سليم. كان من المنتظرِ اختيارُ الفيلم للمنافسة على جائزة الأوسكار لأفضل فيلم بلغة أجنبية في حفل توزيع جوائز الأوسكار التسعون لكنّه لم يُرشَّح.

## القصّة
يُسافر «ن» (نون) عبر جنوب الصحراء الكبرى بأفريقيا وعن طريق القوارب إلى أوروبا، لكنّه يتوه في غابةٍ غامضةٍ وهناك يلتقي برجلٍ عجوز صامت لتبدأ الحكاية.

## طاقم التمثيل
- فتحي عكاري في دور م (ميم)
- جوهر السوداني في دور ن (نون)